# كبريتيد
الكبريتيد أو الكبريتور أو سلفور الكربون هو أنيون غير عضوي للكبريت صيغته 2-S، أو مركب كيميائي يحتوي على شاردة 2-S أو أكثر. تعد محاليل أملاح الكبريت محاليل أكالة. تشمل الكبريتيدات أيضًا عائلات كبيرة لمركبات كيميائية  وعضوية وغير عضوية. مثل الكبريتيد ثنائي الميثيل وكبريتيد الهيدروجين والكبريتيد الثنائي التي تعد أحماضًا مرافقة للكبريتيد.

## الخصائص الكيميائية
لا توجد شاردة الكبريتيد 2-S في المحاليل القاعدية للNa2S. إذ يتحول الكبريتيد إلى الكبريتيد الهيدروجيني:
S2− +  H2O  →  SH− +  OH−
تتحول أملاح الكبريتيد إلى كبريتيد الهيدروجين باستعمال حمض:
S2− + H+  →  SH−
SH− + H+  → H2S
تعد أكسدة الكبريتيد عملية معقدة. حسب الحالة، يمكن للأكسدة أن تنتج الكبريت، متعدد الكبريتيد، متعدد الثيونات، الكبريتيت، الكبريتات. تتفاعل الكبريتيدات المعدنية مع الهالوجينات، لتشكل الكبريت وأملاح معدنية.
8 MgS + 8 I2 → S8 + 8 MgI2

## أمثلة
| الصيغة                | | درجة الانصهار (°C) | درجة الغليان (°C) | CAS                   |
| --------------------- | --- | ------------------ | ----------------- | --------------------- |
| H2S                   | كبريتيد الهيدروجين غاز سام وأكال، يتميز برائحة "البيض الفاسد".                                                                 | −85.7              | −60.20            | 7783-06-4             |
| CdS                   | كبريتيد الكادميوم الذي يمكن أن يستعمل في المستشعرات الضوئية.                                                                   | 1750               |                   | 1306-23-6             |
|                       | يعد متعدد كبريتيدات الكالسيوم "الكبريت الجيري" مبيد فطريات تقليدي في الحدائق.                                                  |                    |                   |                       |
| CS2                   | يمثل ثنائي كبريتيد الكربون مركبًا طليعيًّا لمركبات الكبريت العضوية.                                                               | −111.6             | 46                | 75-15-0               |
| PbS                   | كبريتيد الرصاص الذي يستعمل في مستشعرات الأشعة تحت الحمراء.                                                                     | 1114               |                   | 1314-87-0             |
| MoS2                  | يستعمل ثنائي كبريتيد الموليبدنوم في نزع الكبريت من الوقود الأحفوري، ويستعمل أيضًا كمزلق في حالات الحرارة العالية والضغط العالي0 |                    |                   | 1317-33-5             |
| Cl–CH2CH2–S–CH2CH2–Cl | كبريتيد الخردل (غاز الخردل) مركب كبريت عضوي استعملكسلاح كيميائي في الحرب العالمية الأولى                                       | 13–14              | 217               | 505-60-2              |
| Ag2S                  | كبريتيد الفضة مكون لطبقة تآكل الفضة.                                                                                           |                    |                   | 21548-73-2            |
| Na2S                  | يمثل كبريتيد الصوديوم مركبًا طليعيًّا لمركبات الكبريت العضوية.                                                                    | 920                | 1180              | 1313-82-2             |
| ZnS                   | كبريتيد الزنك |                    | 1185              | 1314-98-3             |
| C6H4S                 | كبريتيد متعدد الفينيلين |                    |                   | 26125-40-6 25212-74-2 |
| SeS2                  | ثنائي كبريتيد السيلينيوم | <100               |                   | 7488-56-4             |
| FeS2                  | البيريت معدن شائع يعرف بالذهب الكاذب.                                                                                          | 600                |                   | 1317-66-4             |